# Menhofen (Denklingen)
Menhofen ist ein Ortsteil der Gemeinde Denklingen im oberbayerischen Landkreis Landsberg am Lech.

## Geografie
Der Weiler Menhofen liegt circa einen Kilometer südöstlich von Denklingen.
Direkt östlich des Weilers befindet sich der 0,5 Hektar große Menhofer Weiher auf 698 m ü. NN in einer Talmulde. 

## Geschichte
Menhofen wird erstmals 1434 genannt, der Ortsname stammt von dem Personennamen Manno.